# Kristinestad
Kristinestad (in finlandese Kristiinankaupunki) è una città finlandese di 6242 abitanti, situata nella regione dell'Ostrobotnia.

## Società

### Lingue e dialetti
Le lingue ufficiali di Kristinestad sono lo svedese ed il finlandese, e 2,6% parlano altre lingue.
| %     | Ripartizione linguistica (gruppi principali) |
| ----- | -------------------------------------------- |
| 55,8% | madrelingua svedese                          |
| 41,6% | madrelingua finlandese                       |